# Hans Lungwitz
Hans Lungwitz (* 19. Oktober 1881 in Gößnitz; † 24. Juni 1967 in Berlin) war ein deutscher Nervenarzt und Schriftsteller.

## Leben

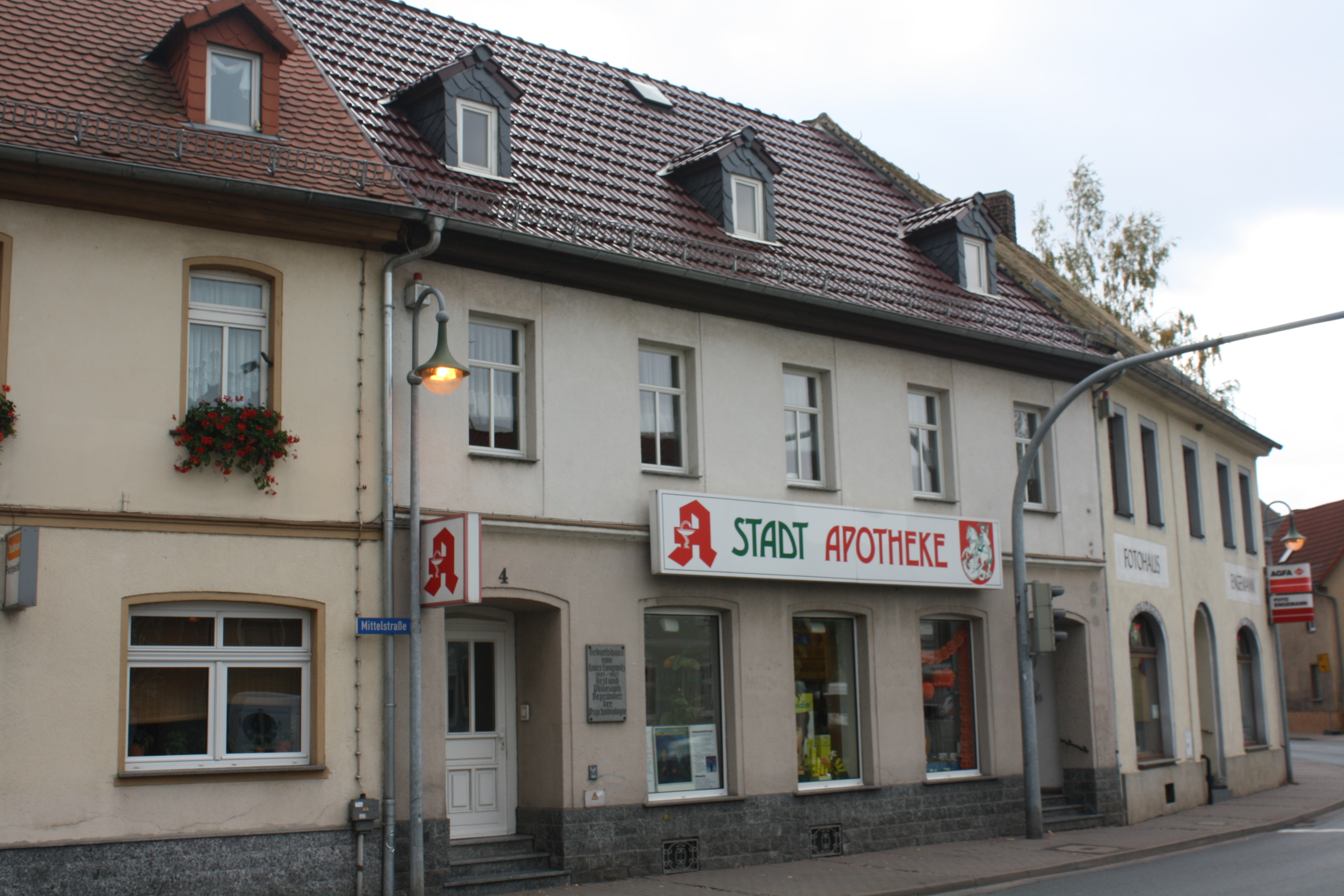
Geburtshaus von Hans Lungwitz – die Gößnitzer Stadtapotheke

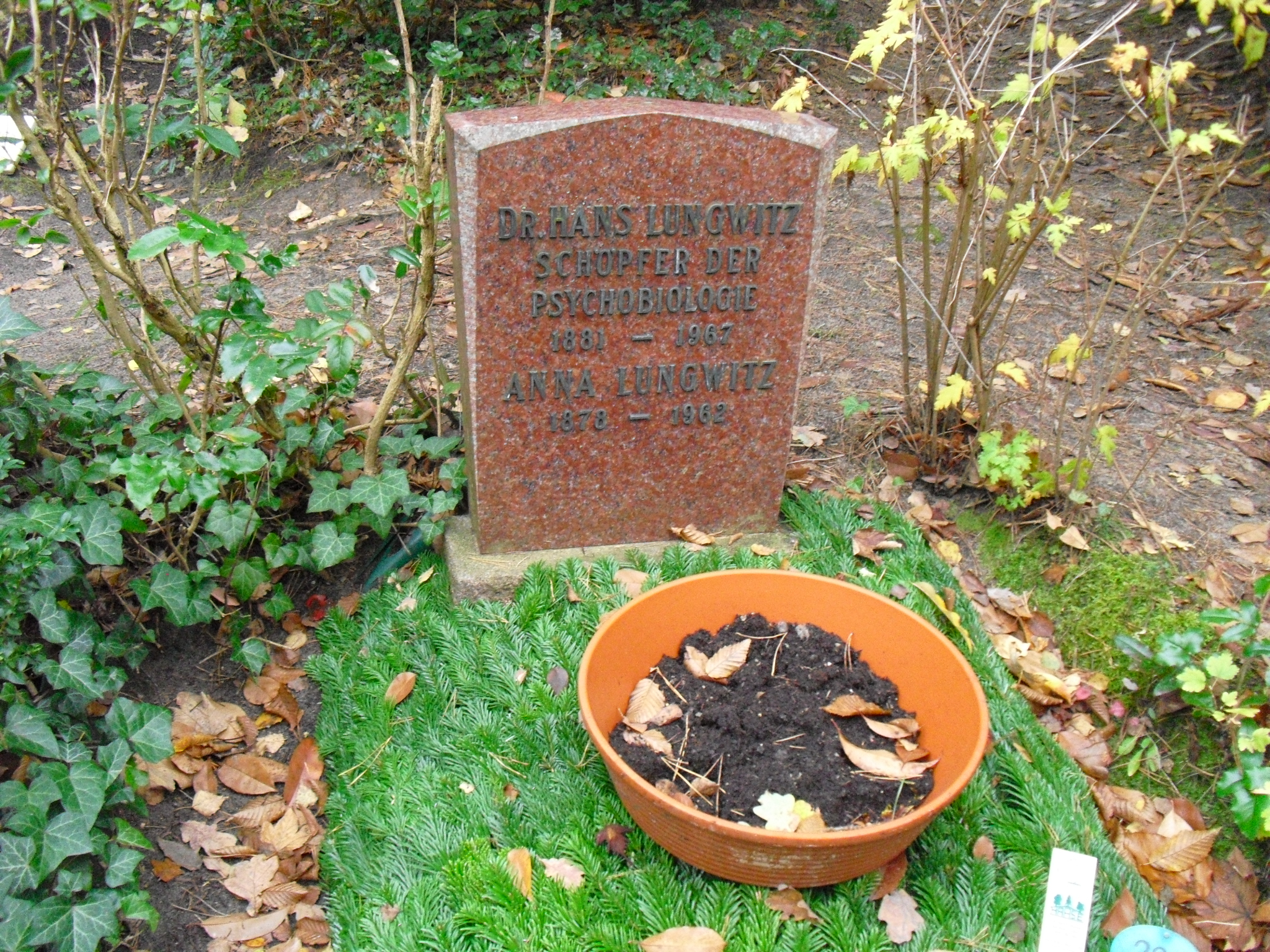
Grabstein auf dem Friedhof Heerstraße in Berlin-Westend

Nach den Studien der Chemie und Medizin an der Universität Halle (Saale), die er jeweils mit einer Promotion abschloss, praktizierte er als Arzt in Berlin. Er schrieb als Neurologe für medizinische Fachzeitschriften und stritt für eine Gesundheitsreform.
1926 trat er in die NSDAP ein, wurde aber am 15. Mai 1932 ausgeschlossen. Lungwitz sympathisierte mit der Vorstellung einer Revision des Friedensvertrages von Versailles; er erkannte aber in Adolf Hitler den Neurotiker.
Er entwickelte eine Psychobiologie als eigenständige philosophische und medizinische Anthropologie und meinte „Alle sogenannten psychischen Eigenschaften und Funktionen sind als biologische, also physische, erweisbar“. 1923 hatte Lungwitz den Begriff „Psychobiologie“ erstmals gebildet und im März 1924 erstmals publiziert (wohl unabhängig von der durch Adolf Meyer etwa zur gleichen Zeit in den USA geschaffenen „Psychobiologie“). Er schrieb Romane und Theaterstücke.
Er war seit 1908 mit der drei Jahre älteren Anna Elisabeth geb. Winkler verheiratet. Die Ehe blieb kinderlos. Der Tod der Ehefrau riss 1962 eine große Lücke in seinem Leben, was zu seiner zunehmenden Vereinsamung in den letzten Lebensjahren beitrug.
Hans Lungwitz starb am 24. Juni 1967 im Alter von 85 Jahren im Berliner Westend-Krankenhaus, wohin er fünf Tage zuvor gebracht worden war, nachdem er eine Überdosis Schlaftabletten eingenommen hatte. Die Beisetzung fand am 8. Juli 1967 auf dem Friedhof Heerstraße in Berlin-Westend statt. Das Grab ist erhalten (Grablage: II-W-4-Ur 8-238).
Sein Andenken pflegt die Hans-Lungwitz-Stiftung und die Psychobiologische-Gesellschaft.
Am Hans-Lungwitz-Institut für Psychobiologische Analyse und Kognitive Therapie e.V. wird die von Lungwitz begründete psychobiologische Neurosenlehre gelehrt und therapeutisch angewendet.

## Werke
- Condensation von Zimtaldehyd mit organischen Basen der aromatischen Reihe. Halle a.S.: Nietschmann, 1905 (Halle, Univ., Diss., 1905).
- Stoffwechselversuche über den Eiweissbedarf des Kindes. Halle a. S.: Marhold, 1908 (Halle, Univ., Diss., 12. März 1908).
- Führer der Menschheit? Gedanken u. Erlebnisse e. Arztes. Ein sozialer Roman aus d. Gegenwart. Berlin: Adler-Verlag, 1912.
- Der letzte Arzt. Berlin: Adler-Verlag, 1913.
- Lamias Leidenschaft. Ein Roman. Berlin: Theodor Lißner-Verlag, 1920.
- Die Entdeckung der Seele. Allgemeine Psychobiologie. Leipzig: Oldenburg, 1925; 2. Auflage Kirchhain: Schmersow, 1932;  3.–5., durchgearbeitete Auflage Berlin: de Gruyter, 1947.
- Lehrbuch der Psychobiologie. Kirchhain: Schmersow, 1933–1956; 2. Auflage 1955–1970 (, Übersicht über die Ausgaben, in Abteilungen und Bänden).
- Psychobiologische Analyse. Hrsg. von J. L. Clauss u. Ludwig Leonhardt im Auftr. d. Hans-Lungwitz-Stiftung, Berlin. 8., durchges. Aufl. d. „Erkenntnistherapie für Nervöse“. Freiburg im Breisgau: Rombach, 1977. ISBN 3-7930-9009-4.
- Psychobiologie der Neurosen. Überarb. u. hrsg. von Reinhold Becker. Ausz. aus d. Originalwerk. Originalausg. u. d. T.: Lehrbuch der Psychobiologie. Berlin: Hans-Lungwitz-Stiftung; Freiburg im Breisgau: Rombach [in Komm.], 1980. ISBN 3-7930-9024-8.